# Makamba (stad)
Makamba is een stad in Burundi. Makamba is de hoofdstad van de gelijknamige provincie.